# Partecipanti al Giro di Romandia 2021
Elenco dei partecipanti al Giro di Romandia 2021.
Il Giro di Romandia 2021 è stato la settantaquattresima edizione della corsa. Alla competizione presero parte 20 squadre: le 19 con licenza UCI World Tour 2021 e 1 selezione nazionale.
Ciascuna delle squadre è composta da sette ciclisti, per un totale di 140 accreditati alla partenza.

## Corridori per squadra
Nota: R ritirato, NP non partito, FT fuori tempo, SQ squalificato
| Ineos Grenadiers                   | Ineos Grenadiers                   | Ineos Grenadiers                   | Deceuninck-Quick Step | Deceuninck-Quick Step | Deceuninck-Quick Step | Jumbo-Visma         | Jumbo-Visma          | Jumbo-Visma         |
| ---------------------------------- | ---------------------------------- | ---------------------------------- | --------------------- | --------------------- | --------------------- | ------------------- | -------------------- | ------------------- |
| N°                                 | Ciclista                           | Clas.                              | N°                    | Ciclista              | Clas.                 | N°                  | Ciclista             | Clas.               |
| 1                                  | Geraint Thomas                     | 1°                                 | 11                    | Fausto Masnada        | 3°                    | 21                  | Steven Kruijswijk    | 21°                 |
| 2                                  | Andrey Amador                      | 75°                                | 12                    | Mattia Cattaneo       | 12°                   | 22                  | Sepp Kuss            | 14°                 |
| 3                                  | Rohan Dennis                       | 17°                                | 13                    | Rémi Cavagna          | 56°                   | 23                  | Gijs Leemreize       | 28°                 |
| 4                                  | Owain Doull                        | 90°                                | 14                    | Josef Černý           | 91°                   | 24                  | Tony Martin          | 89°                 |
| 5                                  | Eddie Dunbar                       | 38°                                | 15                    | Dries Devenyns        | NP2ª                  | 25                  | Christoph Pfingsten  | 60°                 |
| 6                                  | Filippo Ganna                      | 80°                                | 16                    | Ian Garrison          | 104°                  | 26                  | Antwan Tolhoek       | 95°                 |
| 7                                  | Richie Porte                       | 2°                                 | 17                    | Iljo Keisse           | NP5ª                  | 27                  | Jos van Emden        | NP5ª                |
| UAE Team Emirates                  | UAE Team Emirates                  | UAE Team Emirates                  | Bora-Hansgrohe        | Bora-Hansgrohe        | Bora-Hansgrohe        | Trek-Segafredo      | Trek-Segafredo       | Trek-Segafredo      |
| N°                                 | Ciclista                           | Clas.                              | N°                    | Ciclista              | Clas.                 | N°                  | Ciclista             | Clas.               |
| 31                                 | Marc Hirschi                       | 45°                                | 41                    | Peter Sagan           | 77°                   | 51                  | Kenny Elissonde      | 29°                 |
| 32                                 | Rui Costa                          | 13°                                | 42                    | Erik Baška            | R 2ª                  | 52                  | Niklas Eg            | 76°                 |
| 33                                 | Alessandro Covi                    | 66°                                | 43                    | Marcus Burghardt      | 78°                   | 53                  | Mattias Skjelmose    | 15°                 |
| 34                                 | Cristian Muñoz                     | 43°                                | 44                    | Wilco Kelderman       | 10°                   | 54                  | Jacopo Mosca         | 41°                 |
| 35                                 | Maximiliano Richeze                | NP5ª                               | 45                    | Jordi Meeus           | 107°                  | 55                  | Matteo Moschetti     | 106°                |
| 36                                 | Oliviero Troia                     | NP4ª                               | 46                    | Juraj Sagan           | 117°                  | 56                  | Charlie Quarterman   | 105°                |
| 37                                 | Diego Ulissi                       | 36°                                | 47                    | Ben Zwiehoff          | 26°                   | 57                  | Antonio Tiberi       | 33°                 |
| Bahrain Victorious                 | Bahrain Victorious                 | Bahrain Victorious                 | AG2R Citroën Team     | AG2R Citroën Team     | AG2R Citroën Team     | Astana-Premier Tech | Astana-Premier Tech  | Astana-Premier Tech |
| N°                                 | Ciclista                           | Clas.                              | N°                    | Ciclista              | Clas.                 | N°                  | Ciclista             | Clas.               |
| 61                                 | Damiano Caruso                     | 9°                                 | 71                    | C. Champoussin        | 30°                   | 81                  | Ion Izagirre         | 7°                  |
| 62                                 | Phil Bauhaus                       | R 4ª                               | 72                    | Mathias Frank         | 68°                   | 82                  | Manuele Boaro        | 93°                 |
| 63                                 | Sonny Colbrelli                    | 37°                                | 73                    | Alexis Gougeard       | R 4ª                  | 83                  | Rodrigo Contreras    | 50°                 |
| 64                                 | Jack Haig                          | 67°                                | 74                    | Jaakko Hänninen       | 71°                   | 84                  | Gorka Izagirre       | NP5ª                |
| 65                                 | Hermann Pernsteiner                | 27°                                | 75                    | Lawrence Naesen       | 101°                  | 85                  | Aleksej Lucenko      | NP2ª                |
| 66                                 | Jan Tratnik                        | 79°                                | 76                    | Ben O'Connor          | 6°                    | 86                  | Davide Martinelli    | 111°                |
| 67                                 | Stephen Williams                   | 72°                                | 77                    | Clément Venturini     | 59°                   | 87                  | Javier Romo          | 82°                 |
| Team BikeExchange                  | Team BikeExchange                  | Team BikeExchange                  | Groupama-FDJ          | Groupama-FDJ          | Groupama-FDJ          | Team Qhubeka Assos  | Team Qhubeka Assos   | Team Qhubeka Assos  |
| N°                                 | Ciclista                           | Clas.                              | N°                    | Ciclista              | Clas.                 | N°                  | Ciclista             | Clas.               |
| 91                                 | Lucas Hamilton                     | 8°                                 | 101                   | Matteo Badilatti      | 24°                   | 111                 | Sergio Henao         | 51°                 |
| 92                                 | Sam Bewley                         | R 2ª                               | 102                   | Stefan Küng           | 40°                   | 112                 | Sander Armée         | 81°                 |
| 93                                 | Brent Bookwalter                   | 63°                                | 103                   | Matthieu Ladagnous    | 74°                   | 113                 | Carlos Barbero       | 69°                 |
| 94                                 | Alexander Edmondson                | 99°                                | 104                   | Fabian Lienhard       | 108°                  | 114                 | R. Janse v. Rensburg | 113°                |
| 95                                 | Tsgabu Grmay                       | 58°                                | 105                   | Séb Reichenbach       | 23°                   | 115                 | Robert Power         | 64°                 |
| 96                                 | Damien Howson                      | 42°                                | 106                   | Romain Seigle         | NP3ª                  | 116                 | Dylan Sunderland     | 97°                 |
| 97                                 | Dion Smith                         | 46°                                | 107                   | Jake Stewart          | 83°                   | 117                 | Harry Tanfield       | R 1ª                |
| Israel Start-Up Nation             | Israel Start-Up Nation             | Israel Start-Up Nation             | Movistar Team         | Movistar Team         | Movistar Team         | Lotto Soudal        | Lotto Soudal         | Lotto Soudal        |
| N°                                 | Ciclista                           | Clas.                              | N°                    | Ciclista              | Clas.                 | N°                  | Ciclista             | Clas.               |
| 121                                | Michael Woods                      | 5°                                 | 131                   | Marc Soler            | 4°                    | 141                 | Philippe Gilbert     | 70°                 |
| 122                                | Patrick Bevin                      | NP3ª                               | 132                   | Dario Cataldo         | 55°                   | 142                 | Filippo Conca        | R 4ª                |
| 123                                | Guillaume Boivin                   | 102°                               | 133                   | Johan Jacobs          | 100°                  | 143                 | Steff Cras           | 34°                 |
| 124                                | Alex Dowsett                       | R 4ª                               | 134                   | Mathias Norsgaard     | 115°                  | 144                 | Kobe Goossens        | 25°                 |
| 125                                | Chris Froome                       | 96°                                | 135                   | Miguel Ángel López    | 35°                   | 145                 | Matthew Holmes       | 86°                 |
| 126                                | Reto Hollenstein                   | 52°                                | 136                   | Albert Torres         | 119°                  | 146                 | Andreas Kron         | 61°                 |
| 127                                | Mads Würtz Schmidt                 | 85°                                | 137                   | Davide Villella       | 54°                   | 147                 | Gerben Thijssen      | 116°                |
| Cofidis                            | Cofidis                            | Cofidis                            | Team DSM              | Team DSM              | Team DSM              | EF Education-Nippo  | EF Education-Nippo   | EF Education-Nippo  |
| N°                                 | Ciclista                           | Clas.                              | N°                    | Ciclista              | Clas.                 | N°                  | Ciclista             | Clas.               |
| 151                                | Jesús Herrada                      | 22°                                | 161                   | Thymen Arensman       | 11°                   | 171                 | Tejay van Garderen   | 57°                 |
| 152                                | Natnael Berhane                    | 103°                               | 162                   | Marco Brenner         | 65°                   | 172                 | Stefan Bissegger     | 88°                 |
| 153                                | Tom Bohli                          | 109°                               | 163                   | Nico Denz             | NP4ª                  | 173                 | Jonathan Caicedo     | 44°                 |
| 154                                | Thomas Champion                    | 94°                                | 164                   | Felix Gall            | 32°                   | 174                 | Diego Camargo        | 73°                 |
| 155                                | José Herrada                       | 31°                                | 165                   | Chad Haga             | 84°                   | 175                 | Julien El Fares      | 49°                 |
| 156                                | Fabio Sabatini                     | 118°                               | 166                   | Chris Hamilton        | R 2ª                  | 176                 | Magnus Cort Nielsen  | 19°                 |
| 157                                | Elia Viviani                       | 110°                               | 167                   | Ilan Van Wilder       | 16°                   | 177                 | Neilson Powless      | 87°                 |
| Intermarché-Wanty-Gobert Matériaux | Intermarché-Wanty-Gobert Matériaux | Intermarché-Wanty-Gobert Matériaux | Selezione svizzera    | Selezione svizzera    | Selezione svizzera    |                     |                      |                     |
| N°                                 | Ciclista                           | Clas.                              | N°                    | Ciclista              | Clas.                 |                     |                      |                     |
| 181                                | Louis Meintjes                     | 20°                                | 191                   | Simon Pellaud         | 48°                   |                     |                      |                     |
| 182                                | Jan Bakelants                      | 39°                                | 192                   | Mathias Flückiger     | 53°                   |                     |                      |                     |
| 183                                | Jan Hirt                           | R 4ª                               | 193                   | Claudio Imhof         | 120°                  |                     |                      |                     |
| 184                                | Riccardo Minali                    | R 3ª                               | 194                   | Matthias Reutimann    | 98°                   |                     |                      |                     |
| 185                                | Andrea Pasqualon                   | 62°                                | 195                   | Joab Schneiter        | 112°                  |                     |                      |                     |
| 186                                | Simone Petilli                     | 18°                                | 196                   | Joël Suter            | 92°                   |                     |                      |                     |
| 187                                | Rein Taaramäe                      | 47°                                | 197                   | Cyrille Thièry        | 114°                  |                     |                      |                     |